# دجاجة الماء الداكنة
دجاجة الماء الداكنة (الاسم العلمي: Gallinula tenebrosa) (بالإنجليزية: Dusky Moorhen)‏ هي نوع من الطيور تتبع جنس دجاجة الماء من فصيلة المرعات.